# Savala
Koordinaten: 59° 19′ N, 27° 1′ O
Savala ist ein Dorf (estnisch küla) im Kreis Ida-Viru (Ost-Wierland) im Nordosten Estlands. Seit Oktober 2013 liegt es in der Landgemeinde Lüganuse (Lüganuse vald). Bis zu deren Bildung lag es in der Landgemeinde Maidla (Maidla vald).

## Beschreibung und Geschichte
Der Ort wurde erstmals 1241 im Liber Census Daniae urkundlich erwähnt.
Das Dorf hat 218 Einwohner (Stand 2000). Es ist der Hauptort der Landgemeinde Maidla. Die Gemeindeverwaltung befindet sich im 1790 errichteten ehemaligen Schulhaus von Savala.
Savala liegt am Fluss Purtse (Purtse jõgi).